# Peckoltia oligospila
Peckoltia oligospila är en fiskart som först beskrevs av Günther, 1864.  Peckoltia oligospila ingår i släktet Peckoltia och familjen Loricariidae. Inga underarter finns listade i Catalogue of Life.